# Phaonia fugax
Phaonia fugax är en tvåvingeart som beskrevs av Tiensuu 1946. Phaonia fugax ingår i släktet Phaonia och familjen husflugor. Arten är reproducerande i Sverige. Inga underarter finns listade i Catalogue of Life.